# Frambozenfranjekelkje
Het frambozenfranjekelkje (Brunnipila clandestina) is een schimmel behorend tot de familie Lachnaceae. De soort leeft saprotroof op stengels van braamsoorten (Rubus), distels (Carduus) en andere grote, kruidachtige planten.

## Verspreiding
In Nederland komt het frambozenfranjekelkje zeer zeldzaam voor. 